# Barras asimétricas

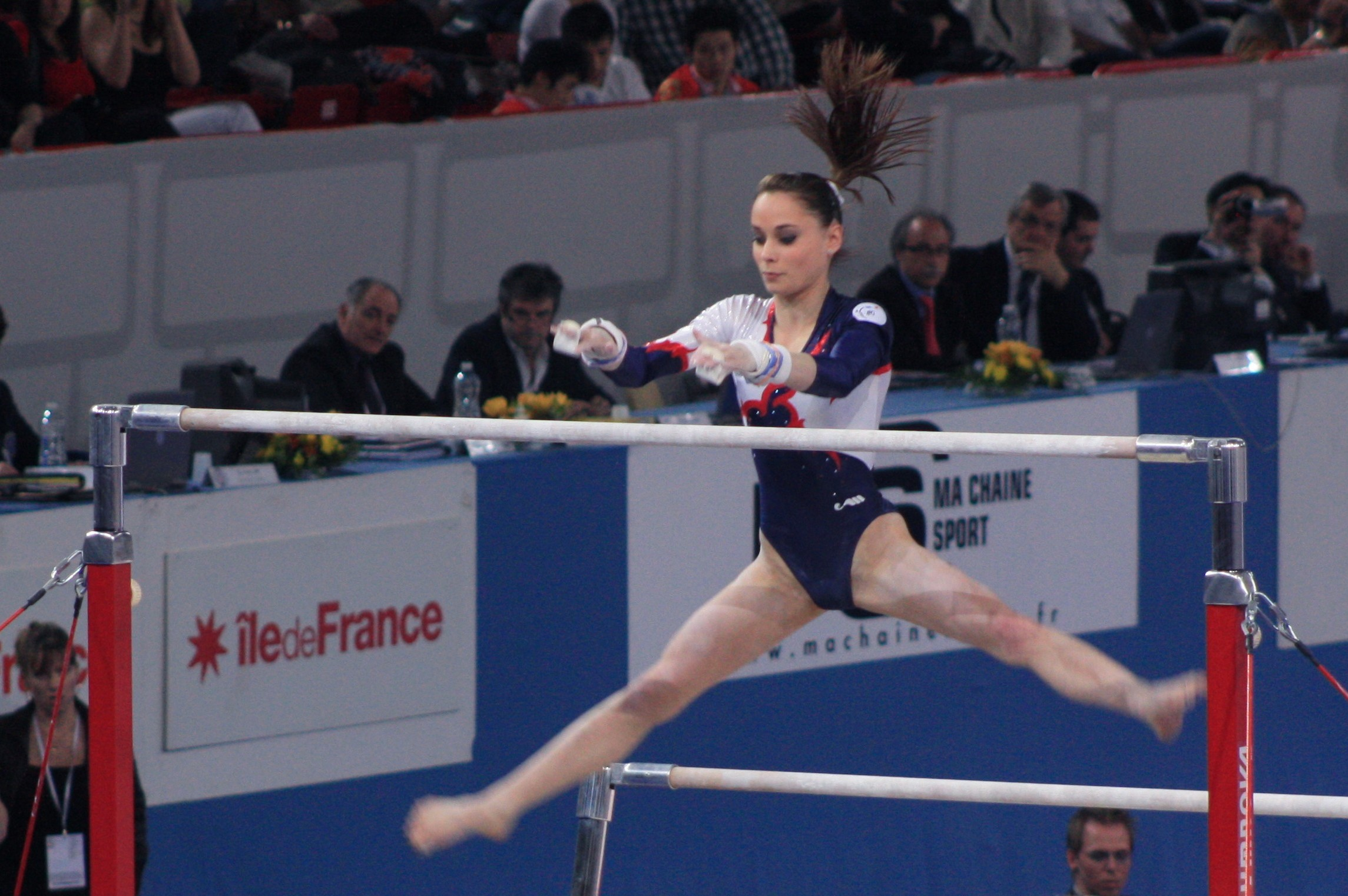
Ejercicio de barras asimétricas en 2010.

Las barras asimétricas, también denominadas paralelas asimétricas,  es uno de los cuatro aparatos que componen las competiciones de gimnasia artística femenina. Consisten en dos barras paralelas horizontales colocadas a distinta altura. 
La rutina de los ejercicios de este aparato debe fluir de un movimiento a otro sin pausas, balanceos de sobra o apoyos de más. Cada ejercicio debe incluir dos vueltas. Las gimnastas suelen subir a las barras haciendo un kip (saltar, agarrar la barra, llevar los tobillos a la barra y empujar hacia arriba) o utilizando un trampolín.

## Dimensiones
Las medidas de las barras definidas por la Federación Internacional de Gimnasia (FIG) son las siguientes:
- Altura:
  - Barra superior: 250 centímetros (8,2 pies)[1]
  - Barra inferior: 170 centímetros (5,6 pies)[1]
- Diámetro de la barra: 4 centímetros (0,1 pies)[2]
- Longitud de las barras: 240 centímetros (7,9 pies)[2]
- Distancia diagonal entre las dos barras: Ajustable entre 130 centímetros (4,3 pies) y 180 centímetros (5,9 pies)[2]

## Evolución
Las barras asimétricas originalmente eran las mismas paralelas de las pruebas masculinas pero dispuestas a diferentes alturas. En consecuencia, las barras estaban muy juntas y las gimnastas pasaban de una a otra con poca dificultad. Los ejercicios de principios de los años cincuenta consistían en círculos simples, kips y elementos de equilibrio estático. A finales de 1950 se evolucionó hacia movimientos más fluidos y las gimnastas comenzaron a realizar rutinas compuestas por vueltas más difíciles, kips, movimientos con rebote del cuerpo en la barra baja, o envolver el cuerpo alrededor de la barra baja. A finales de 1960 y principios de 1970, se comenzaron a emplear aparatos de barras asimétricas específicas que permitían ajustar la separación entre las barras, lo que dio pie al nacimiento de nuevos ejercicios.
En los años setenta, los ejercicios de gimnastas como la soviética Olga Korbut y la rumana Nadia Comaneci pusieron de manifiesto la evolución de este aparato. De todas las disciplinas de la gimnasia artística femenina, las barras asimétricas es probablemente el que ha visto los cambios más radicales. La mayoría de los elementos de la década de los cincuenta se encuentran completamente obsoletos en el siglo XXI y casi nunca son utilizados; otros son imposibles de ejecutar dada la actual separación entre las barras y otros han quedado prohibidos con los códigos actuales de valoración.

## Campeonas olímpicas en barras asimétricas

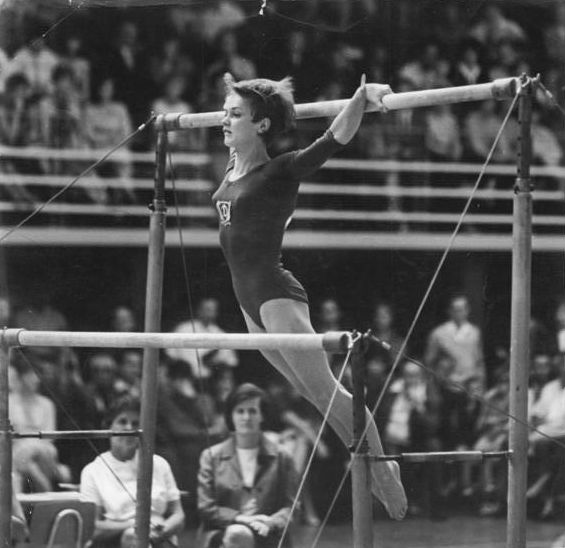
Ejercicio de barras asimétricas de Karin Janz en los Juegos Olímpicos de México, en 1968.

- 1952:  # Margit Korondi
- 1956:  # Ágnes Keleti
- 1960:  
# Polina Astájova
- 1964:  
# Polina Astájova
- 1968:  
# Věra Čáslavská
- 1972:  
# Karin Janz
- 1976:  # Nadia Comăneci
- 1980:  
# Maxi Gnauck
- 1984:  
# Julianne McNamara  y  
# Ma Yanhong
- 1988:  # Daniela Silivaș
- 1992:  
# Lu Li
- 1996:  # Svetlana Jórkina
- 2000:  # Svetlana Jórkina
- 2004:  
# Émilie Le Pennec
- 2008:  
# He Kexin
- 2012:  # Aliyá Mustáfina
- 2016:  # Aliyá Mustáfina
- 2020:  # Nina Derwael
- 2024:  
# Kaylia Nemour

### Modalidad masculina
- Caballo con arcos
- Barras paralelas
- Barra fija
- Salto
- Suelo (gimnasia)
- Anillas

### Modalidad femenina
- Salto
- Barra de equilibrio
- Suelo (gimnasia)
- Barras asimétricas